# Ozvald
Ozvald je priimek več znanih Slovencev:
- Branko Ozvald (1919—2006), gradbenik, univ. prof.
- Karel Ozvald (1873—1946), pedagog, univerzitetni profesor
- Lidija Petrič Ozvald (1913—2003), zdravnica ginekologinja in porodničarka
- Radivoj Ozvald (1920—2001), histolog in embriolog